# Volker Frischke
Volker Frischke   (1944) és un nedador alemany, ja retirat, especialista en estil lliure, que va competir sota bandera de la República Democràtica Alemanya durant la dècada de 1960.
En el seu palmarès destaca una medalla de bronze en els 4x200 metres lliures del Campionat d'Europa de natació de 1962 i dos campionats nacionals de la República Democràtica Alemanya dels 200 metres papallona, el 1962 i 1963.
Una vegada retirat va treballar com a entrenador de natació, i finalment es va convertir en entrenador de la selecció nacional i màxim entrenador de l'SC Dynamo Berlin, el club on es va formar. Va estar involucrat en el programa de dopatge a l'Alemanya de l'Est. L'octubre de 1997 va ser acusat de donar esteroides anabòlics a nedadors adolescents sense el seu coneixement. Com a resultat va ser rellevat de les funcions d'entrenador i multat amb 5.000 marcs alemanys. Alguns dels seus deixebles foren Kerstin Kielgass, Daniela Hunger i Manuela Stellmach.